# Нітрат срібла(I)
Нітра́т срі́бла, арге́нтум(I) нітра́т — сіль неіснуючого гідроксиду срібла і азотної кислоти. Є реактивом для якісної реакції на хлорид-іони та ортофосфат-іони.

## Фізичні властивості
При температурі нижче 157 °С — безбарвні орторомбічні кристали, при температурі вище 157 °С — безбарвні ромбоедрічні кристали, tпл = 212,6 °С, густина 4352 г/см³. Розчиняється у воді, метанолі, етанолі, ацетоні, піридині. Розкладається при нагріванні. Молярна електропровідність при нескінченному розведенні при 25 °C дорівнює 133,36 См·см²/моль

## Якісна реакція на хлорид-іон
Нітрат срібла використовується для якісного визначення хлор-іонів у сполуках.
AgNO3 + NaCl → NaNO3 + AgCl↓, де AgCl — білий, сироподібний осад.
Також є реактивом на якісну реакцію з сполуками йоду, брому і таніну.

## Отримання
Отримують дією азотної кислоти на срібло, оксид, сульфід або карбонат срібла(I)
Ag + 2HNO3 = AgNO3 + NO2↑ + H2O.
Ag2O + 2HNO3 = 2AgNO3 + H2O.

## Хімічні властивості
При нагріванні легко розкладається:
2 AgNO3 → 2 Ag + O2 + 2 NO2
Оскільки срібло стоїть в ряді активності металів після водню, то він легко витісняється активнішими металами, наприклад залізом.
2 AgNO3 + Fe → Fe(NO3)2 + 2 Ag

## Використовування
Широко використовується в аналітичній хімії. В медицині використовувався як препарат ляпіс для припікання ранок. А також для виготовлення дзеркал, барвників для бавовняних тканин, як каталізатор

## Ціни
Як і всі сполуки срібла, нітрат срібла(I) має досить високу ціну. 1 кг AgNO3 коштує 9950 грн. Висока ціна зумовлена високою ціною на срібло, яка постійно росте. Відповідно до вимог ISO 9001:2000 й 14001 SQS вміст чистого металу в нітраті срібла має бути не менше 62%.